# الرقاقة
الرقاقة هي نوع من المخبوزات، وتصنع من عجينة القمح التي ترقّ جيداً في الوعاء، وتقطع على شكل خيوط ثم تطبخ باللبن أو الحليب، وبعد أن تطبخ يضاف إليهما إما السمن البلدي أو الزيت؛ أو تؤكل بدونهما وذلك بحسب الحالة المادية.